# Isoperla uenoi
Isoperla uenoi är en bäcksländeart som beskrevs av Kawai 1967. Isoperla uenoi ingår i släktet Isoperla och familjen rovbäcksländor. Inga underarter finns listade i Catalogue of Life.